# Kacza Przełęcz
Kacza Przełęcz (słow. Nižné kačacie sedlo, Nižné Kačie sedlo, niem. Ententalscharte, Wildententalscharte, węg. Kacsa-völgyi-csorba) – przełęcz w głównej grani Tatr (w jej fragmencie zwanym Batyżowiecką Granią) położona pomiędzy Kaczym Szczytem (Kačací štít, 2401 m n.p.m.) a Batyżowieckim Szczytem (Batizovský štít, 2448 m). Na północ od przełęczy znajduje się górne piętro Doliny Kaczej, a na południe – Doliny Batyżowieckiej.
Postrzępiony odcinek grani na zachód od Kaczej Przełęczy to Kacze Czuby, od wierzchołka Kaczego Szczytu oddzielone Kaczymi Wrótkami. Z kolei pomiędzy Kaczą Przełęczą a głównym wierzchołkiem Batyżowieckiego Szczytu położone są kolejno:
- Batyżowiecka Turniczka (Batizovská vežička),
- Niżnia Batyżowiecka Szczerbina (Nižná Batizovská štrbina),
- Batyżowiecka Kopa (Batizovská kopa),
- Pośrednia Batyżowiecka Szczerbina (Prostredná Batizovská štrbina),
- Batyżowiecka Igła (Batizovská ihla),
- Mały Batyżowiecki Szczyt (Malý Batizovský štít, ok. 2445 m),
- Wyżnia Batyżowiecka Szczerbina (Vyšná Batizovská štrbina)[1].

Na Kaczą Przełęcz nie prowadzi żaden szlak turystyczny. Umożliwia ona jednak taternikom łatwy dostęp do Batyżowieckiej Grani od południa (wejście od strony Doliny Kaczej jest dość trudne). Nazwa przełęczy pochodzi od położonej pod nią Doliny Kaczej.
Pierwsze wejście: Ferenc Kienast, Johann Breuer i Paul Spitzkopf-Urban, 8 sierpnia 1907 r. Dziesięć minut później na przełęcz weszli od drugiej strony grani Zygmunt Klemensiewicz, Roman Kordys i Aleksander Znamięcki. Brak informacji na temat pierwszego wejścia zimowego na przełęcz.